# Parabrulleia
Parabrulleia är ett släkte av steklar. Parabrulleia ingår i familjen bracksteklar.
Kladogram enligt Catalogue of Life:
| Parabrulleia | \| \| Parabrulleia linorum \| \| \| \| \| \| Parabrulleia shibuensis \| \| \| \| |
|              | \| \| Parabrulleia linorum \| \| \| \| \| \| Parabrulleia shibuensis \| \| \| \| |
|              | Parabrulleia linorum                                                             |
|              |                                                                                  |
|              | Parabrulleia shibuensis                                                          |
|              |                                                                                  |